# Pere Siquier Pizà
Pere Siquier Pizà (Sa Pobla, 1858-1942) fou un músic i polític pobler.
Propietari rural i compositor musical d'obra no localitzada. Fou batle de sa Pobla pel Partit Conservador entre 1915 i 1916.